# Skulptura s kovovými reliéfy
Skulptura s kovovými reliéfy je umístěna v centru Halenkova v okrese Vsetín ve Zlínském kraji. Autorem uměleckého díla je Karel Fischer (*1951).

## Galerie

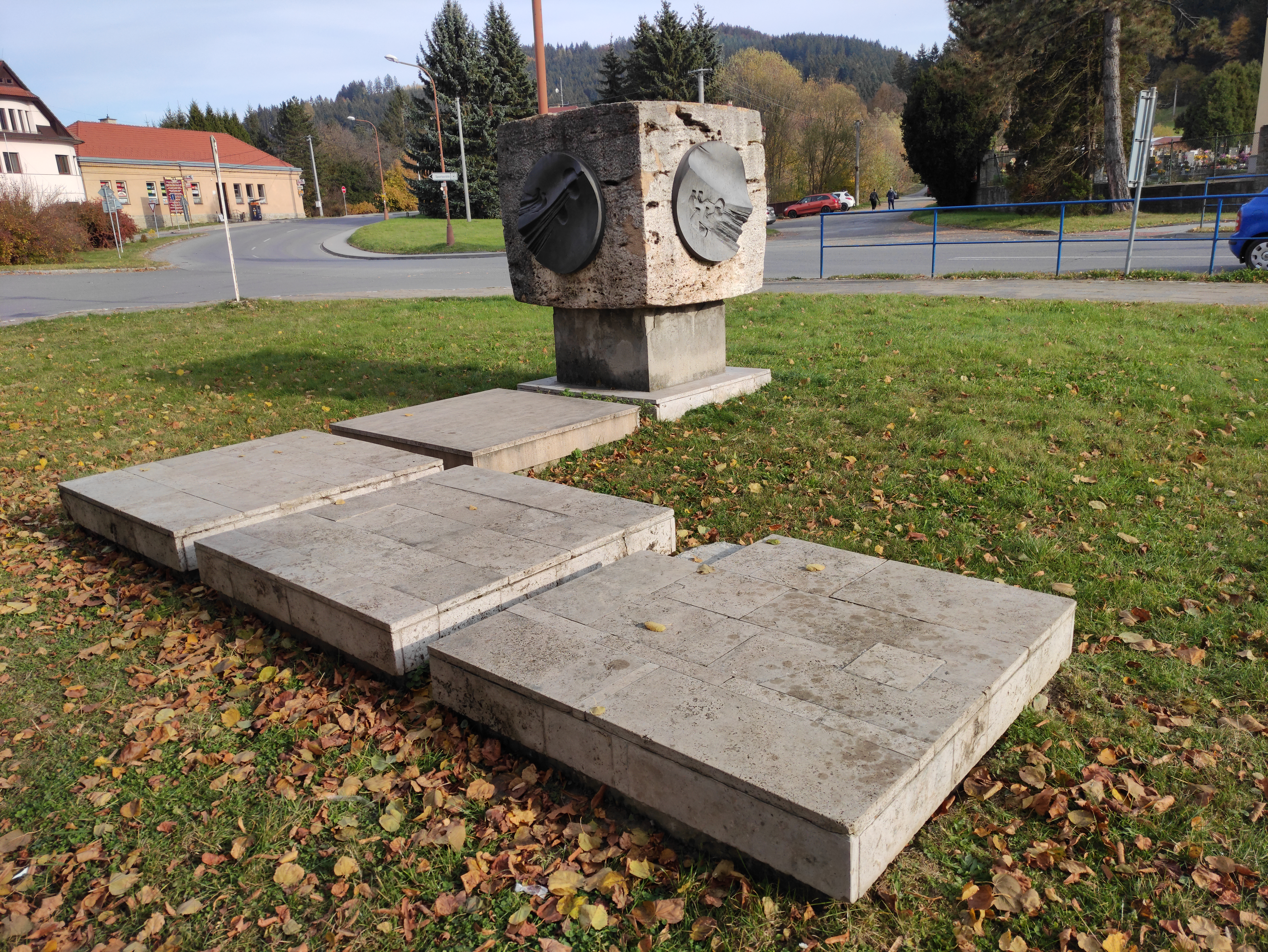
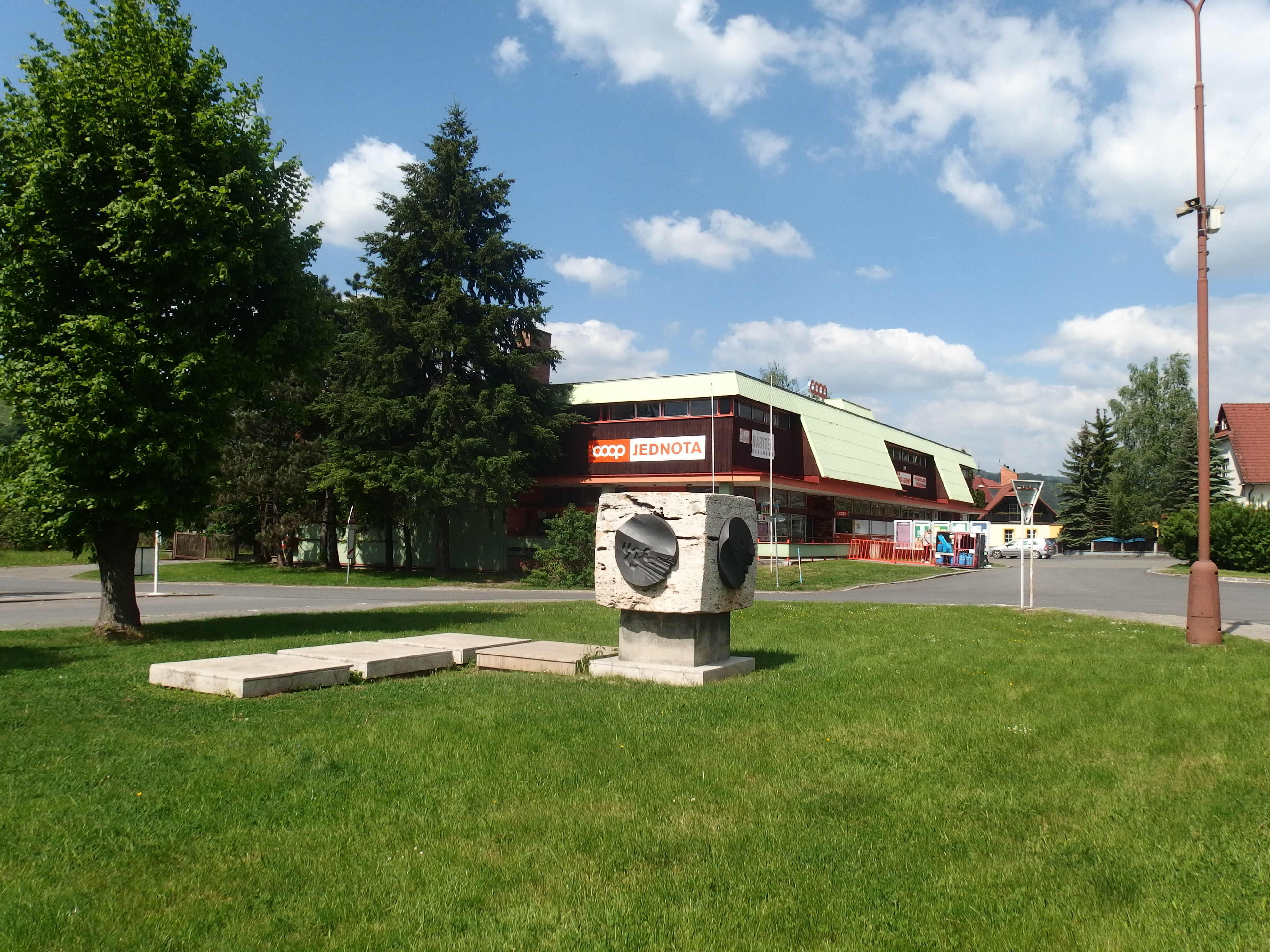

## Další informace
Skulptura s kovovými reliéfy je umístěna na trávníku v intravilánu obce v exteriéru na náměstí. Dílo vzniklo někdy v 70. až 80. letech 20. století. Na vyvýšené vápencové krychli jsou ze čtyř stran symetricky umístěné kruhové kovové reliéfy se symbolickými obrysy ptáků. U díla se nachází také čtyři vyvýšené sokly obložené dlaždicemi. Dílo je umístěné na exponovaném místě u silnice II/487.
| Výška díla      | 2,15 m |
| Šířka díla      | 1,33 m |
| Průměry reliéfů | 0,77 m |